# Пјана Матео (Кјети)
Пјана Матео (итал. Piana Matteo) је насеље у Италији у округу Кјети, региону Абруцо.
Према процени из 2011. у насељу је живело 141 становника. Насеље се налази на надморској висини од 194 м.